# Yudai Nishikawa
Yudai Nishikawa (西川 優大 Nishikawa Yūdai?, nacido el 19 de abril de 1986 en Tokio) es un exfutbolista japonés. Jugaba de delantero y su último club fue el Kataller Toyama de Japón.

## Trayectoria

### Clubes
| Club            | País  | Año         |
| --------------- | ----- | ----------- |
| FC Gifu         | Japón | 2009 - 2011 |
| Kataller Toyama | Japón | 2012 - 2014 |
| Tochigi SC      | Japón | 2014 - 2015 |
| Kataller Toyama | Japón | 2016        |

## Estadística de carrera

### J. League
| Club            | Año   | J. League | J. League | Copa J. League | Copa J. League | Total | Total |
| Club            | Año   | Part.     | Goles     | Part.          | Goles          | Part. | Goles |
| --------------- | ----- | --------- | --------- | -------------- | -------------- | ----- | ----- |
| FC Gifu         | 2009  | 41        | 11        | -              | -              | 41    | 11    |
| FC Gifu         | 2010  | 36        | 4         | -              | -              | 36    | 4     |
| FC Gifu         | 2011  | 37        | 6         | -              | -              | 37    | 6     |
| Kataller Toyama | 2012  | 25        | 5         | -              | -              | 25    | 5     |
| Kataller Toyama | 2013  | 31        | 5         | -              | -              | 31    | 5     |
| Kataller Toyama | 2014  | 14        | 0         | -              | -              | 14    | 0     |
| Tochigi SC      | 2014  | 15        | 2         | -              | -              | 15    | 2     |
| Tochigi SC      | 2015  | 22        | 0         | -              | -              | 22    | 0     |
| Kataller Toyama | 2016  | 19        | 2         | -              | -              | 19    | 2     |
| Total           | Total | 240       | 35        | 0              | 0              | 420   | 35    |